# بقارة (سفينة)
البقارة (تلفظ بالجيم المصرية) سفينة شراعية كويتية متوسطة الحجم استخدمت للغوص على اللؤلؤ وللنقل البحري. اختفى آخر بقارة في الكويت عام 1914.

## التصميم
يرجع أصل البقارة إلى سفينة البدن العمانية، إلا إنها أكبر حجماً من البدن. يتراوح طولها بين 30 و 60 قدم، وتكون مجهزة بصاريتين عادةً. تتميز البقارة بمقدمتها التي تشبه رأس البقرة ومنها أشتق الاسم. وتسطح البقارة بشكل كامل عدى بعض الفتحات التي تترك للوصول إلى المخزن أو «الخن».
البقارة تشبه البتيل بشكل كبير من حيث التصميم. حيث يتميزان بهيكل مكون من وصلتين، تكون الوصلة التي بالخلف على ارتفاع يتراوح من 12 إلى 16 درجة. ويسمح ارتفاع المؤخرة رسو السفينة على الساحل.